# فار (تگزاس)
فار، تگزاس(به انگلیسی: Pharr, Texas) شهری در ایالت تگزاس از ایالات جنوبی ایالات متحده آمریکا است. در سرشماری سال ۲۰۰۰، جمعیت این شهر ۴۶۶۶۰ نفر اعلام شد.